# Giresunspor
Giresun Spor Klübü – turecki klub piłkarski z siedzibą w Giresunie.

## Historia
Klub został założony w 1967. Już cztery lata później wywalczył historyczny awans do pierwszej ligi tureckiej. W sezonie 1975/1976 zajął w niej 6. miejsce, najwyższe w swojej historii. Rok później, czyli w sezonie 1976/1977, zespół Giresunsporu spadł z ligi Od tego czasu grał na poziomie drugiej i trzeciej ligi tureckiej. Klub w sezonie 2020/2021 awansował do Sûper Lig.

## Historia występów w pierwszej lidze
| Sezon     | Pozycja      | M  | Pkt. | Z  | R  | P  | GZ | GS |
| --------- | ------------ | -- | ---- | -- | -- | -- | -- | -- |
| 1971/1972 | 12.          | 30 | 27   | 11 | 5  | 14 | 26 | 43 |
| 1972/1973 | 9.           | 30 | 29   | 11 | 7  | 12 | 27 | 34 |
| 1973/1974 | 12.          | 30 | 26   | 8  | 10 | 12 | 28 | 32 |
| 1974/1975 | 12.          | 30 | 25   | 6  | 13 | 11 | 30 | 35 |
| 1975/1976 | 6.           | 30 | 28   | 8  | 12 | 10 | 27 | 27 |
| 1976/1977 | 16. (spadek) | 30 | 16   | 3  | 10 | 17 | 18 | 38 |

## Reprezentanci kraju grający w klubie
Stan na czerwiec 2015
| - Altan Aksoy - Cüneyt Aksu - Metin Aktaş - Bülent Bölükbaşı - Yasin Çakmak - Ahmet Ceylan - Murat Ocak - Necmi Perekli - Tolga Seyhan | - Cüneyt Tanman - Güngör Tekin - Fevzi Tuncay - Ricardo Pedriel - Hassan Hakizimana - Anton Chichulin - Anton Ziemlanuchin - Ilie Datcu |